# Slebech
Slebech est un village du pays de Galles, située dans le comté du Pembrokeshire. C'était, jusqu'en 2012, une communauté. Il a depuis été intégré à une communauté englobant deux autres villages. L'entité ainsi créée porte aujourd'hui le nom d'Uzmaston, Boulston et Slebech.
Une grande partie du village fait partie du Parc national côtier du Pembrokeshire.